# Deelemania nasuta
Espèce
Deelemania nasuta est une espèce d'araignées aranéomorphes de la famille des Linyphiidae.

## Distribution
Cette espèce est endémique du Cameroun.

## Publication originale
- Bosmans, 1988 : Scientific report of the Belgian Cameroon expeditions 1981 and 1983. No. 18. Further Erigoninae and Mynogleninae (Araneae: Linyphiidae) from Cameroonian highlands. Revue Zoologique Africaine, vol. 102, p. 5-32.